# کمبود مواد معدنی
کمبود مواد معدنی (به انگلیسی: mineral deficiency) عبارت است از کمبود مواد معدنی خوراکی، مواد ریزمغذی که برای سلامت یک جاندار نیاز است. عامل این کمبود می‌تواند رژیم غذایی فرد یا مشکلی در جذب مواد معدنی در بدن باشد.
کمبود مواد معدنی می‌تواند کاستی‌هایی در بدن مانند کم‌خونی، گواتر و مانند آن سبب شود. کمبود روی، کمبود آهن و کمبود منیزیم ازجمله کمبودهای متداول است.

## علائم
کمبود مواد معدنی باعث ایجاد علائمی در بدن می‌شود از جمله:
- یبوست، نفخ یا درد شکم
- تضعیف سیستم ایمنی بدن
- اسهال
- نامنظم شدن ضربان قلب
- از دست دادن اشتها
- گرفتگی عضلات
- تهوع و استفراغ
- بی‌حسی یا احساس سوزنی شدن در اندام‌ها
- ضعف تمرکز
- کاهش رشد اجتماعی یا روحی در کودکان
- ضعف و خستگی[۲]